# Prionopelta aethiopica
Prionopelta aethiopica är en myrart som beskrevs av Arnold 1949. Prionopelta aethiopica ingår i släktet Prionopelta och familjen myror. Inga underarter finns listade i Catalogue of Life.

## Bildgalleri

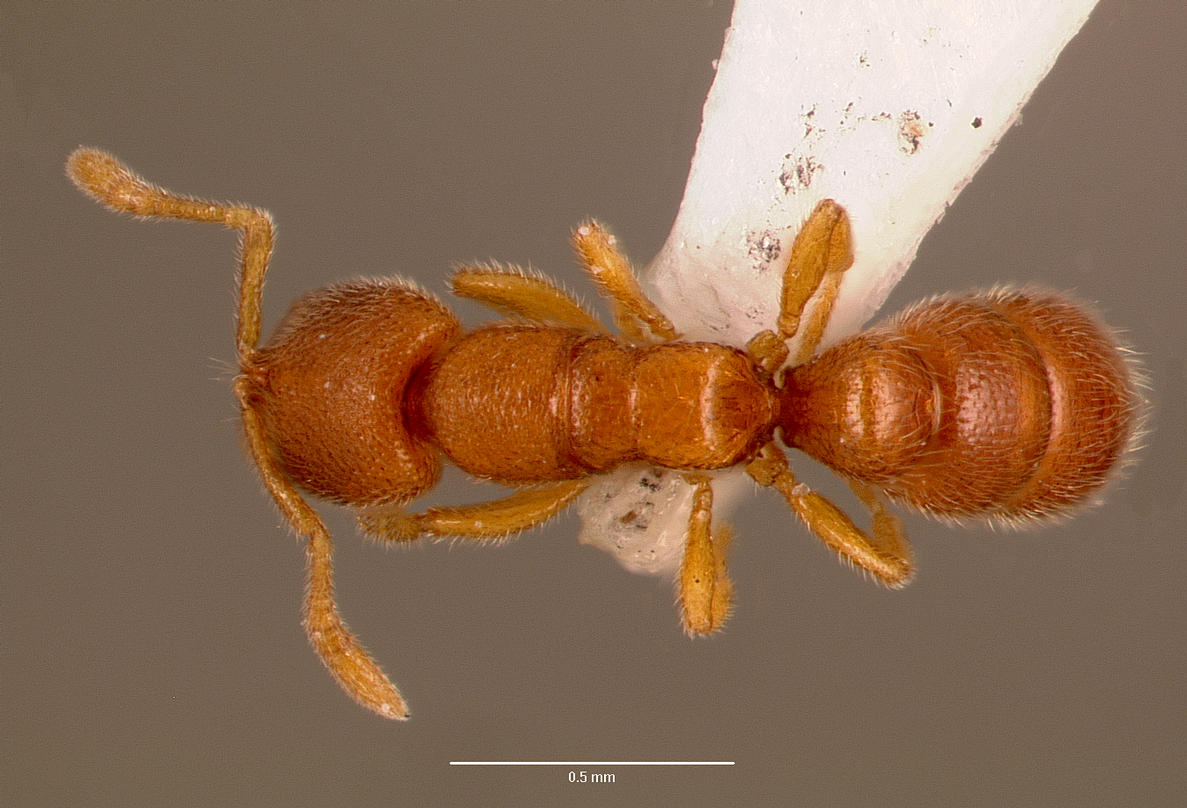
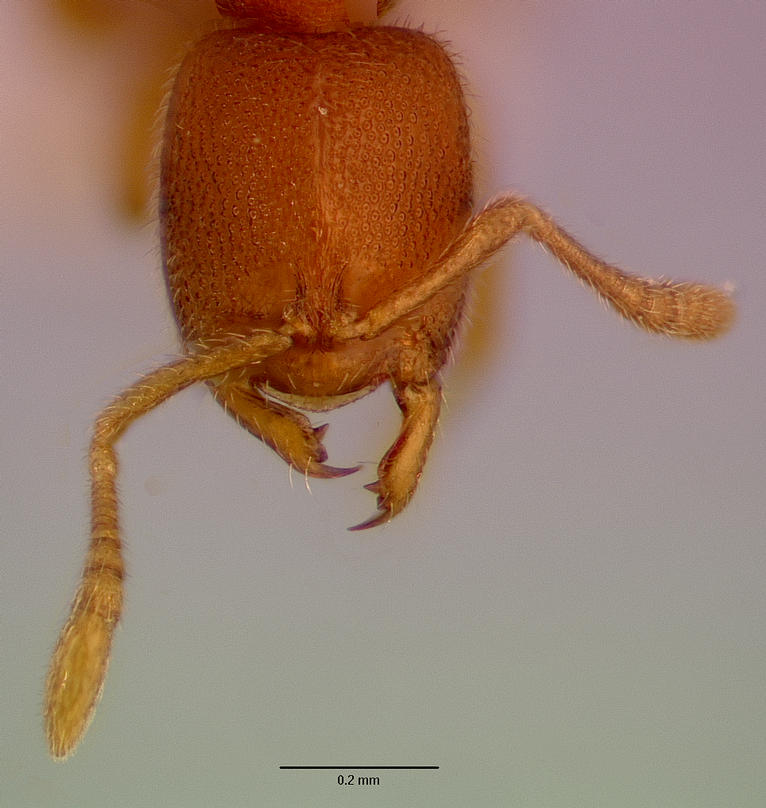
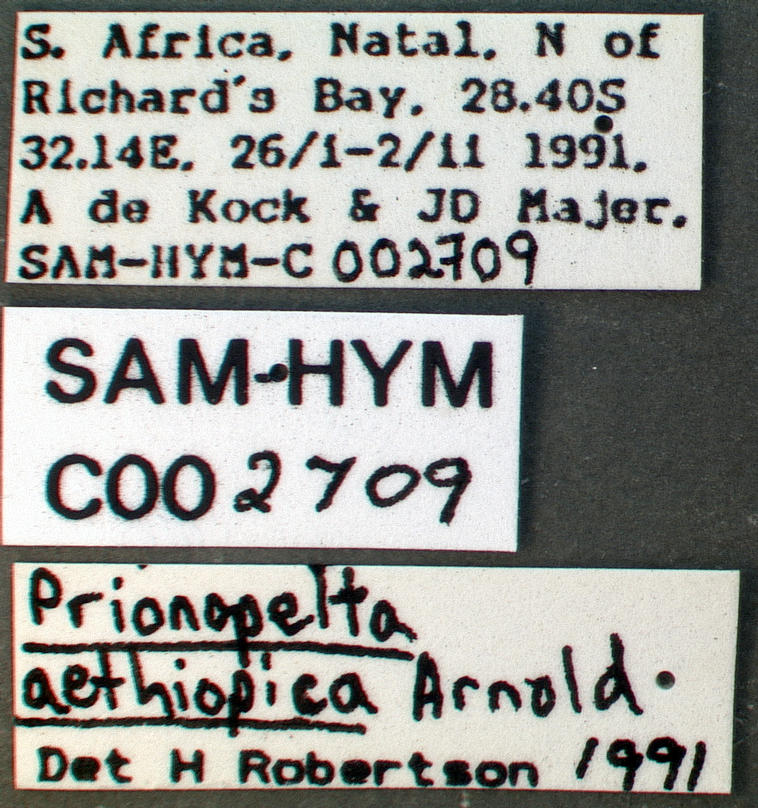
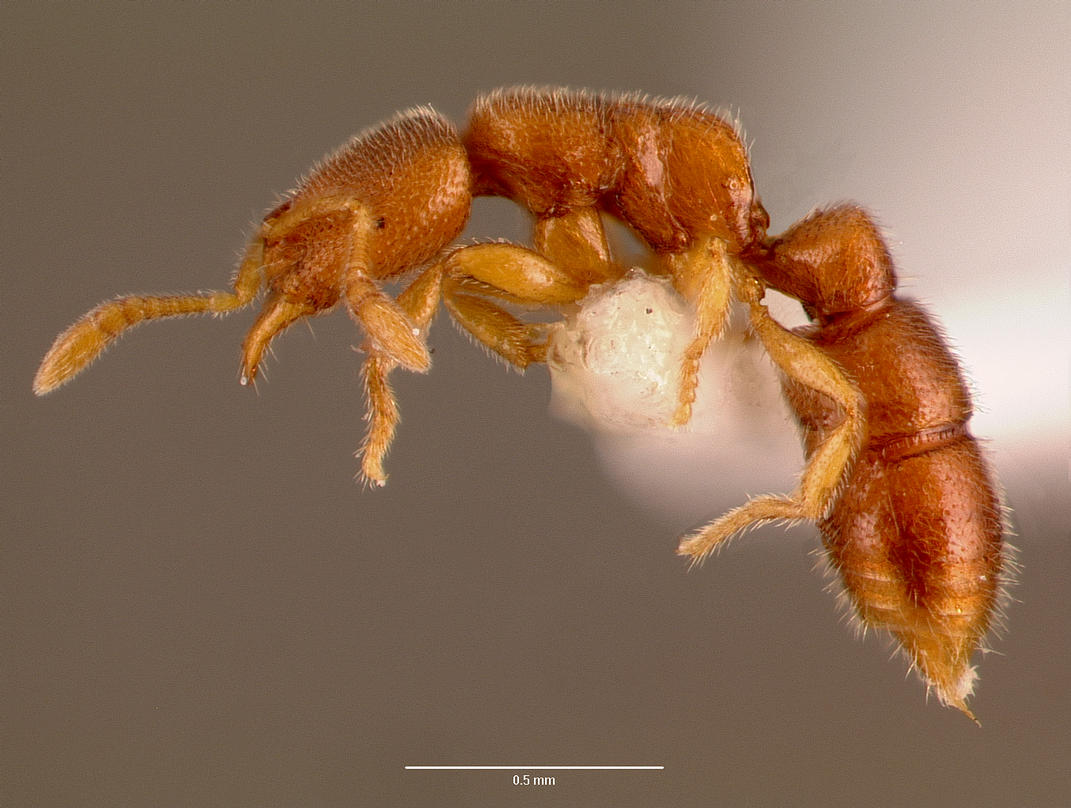